# Vozovna Královo Pole
Vozovna Královo Pole je bývalá tramvajová vozovna v Brně, ve čtvrti Královo Pole. Napojena byla na trať do Řečkovic. V provozu byla mezi lety 1900 a 1953, poté byla přestavěna na měnírnu elektrického proudu Dopravního podniku města Brna. Nahradila ji nově postavená remíza, nyní nesoucí název vozovna Medlánky.

## Historie
Přímou předchůdkyní královopolské vozovny byla vozovna brněnské koněspřežné tramvaje, která v roce 1869 vznikla ve dvoře hostince Semilasso v osadě Ugartov. Dne 17. srpna 1869 byl zahájen provoz koňky na trati z Brna (nynějšího Moravského náměstí) do tehdy samostatného městyse Královo Pole, přičemž konečná zastávka byla umístěna právě u Semilassa. Na jeho dvoře tak byly vybudovány dřevěné kůlny pro vozy, stáje pro koně a sklad krmiva. Provoz koněspřežné dráhy v Brně, která disponovala třemi takovými vozovnami (další se nacházely v Pisárkách a v dnešní Marešově ulici), byl ukončen na podzim 1874.
Provoz elektrických tramvají v Brně byl zahájen 21. června 1900 na dvou elektrifikovaných tratích parní tramvaje. Jednou z nich byla také páteřní dráha z Pisárek kolem nádraží do Králova Pole. Z královopolské trati, která jako jednokolejná končila výhybnou před Semilassem, vedla krátká manipulační trať do nové vozovny Královo Pole, která byla postavena v roce 1900 nedaleko Semilassa, v Ugartově třídě (dnešní Palackého třída). Jednalo se o stavbu o čtyřech neprůjezdných kolejích, jejíž kapacita ale byla oproti hlavní pisárecké vozovně malá, pouze 12 vozů. Před budovou se nacházela manuální přesuvna, přes kterou byly dostupné všechny koleje remízy.

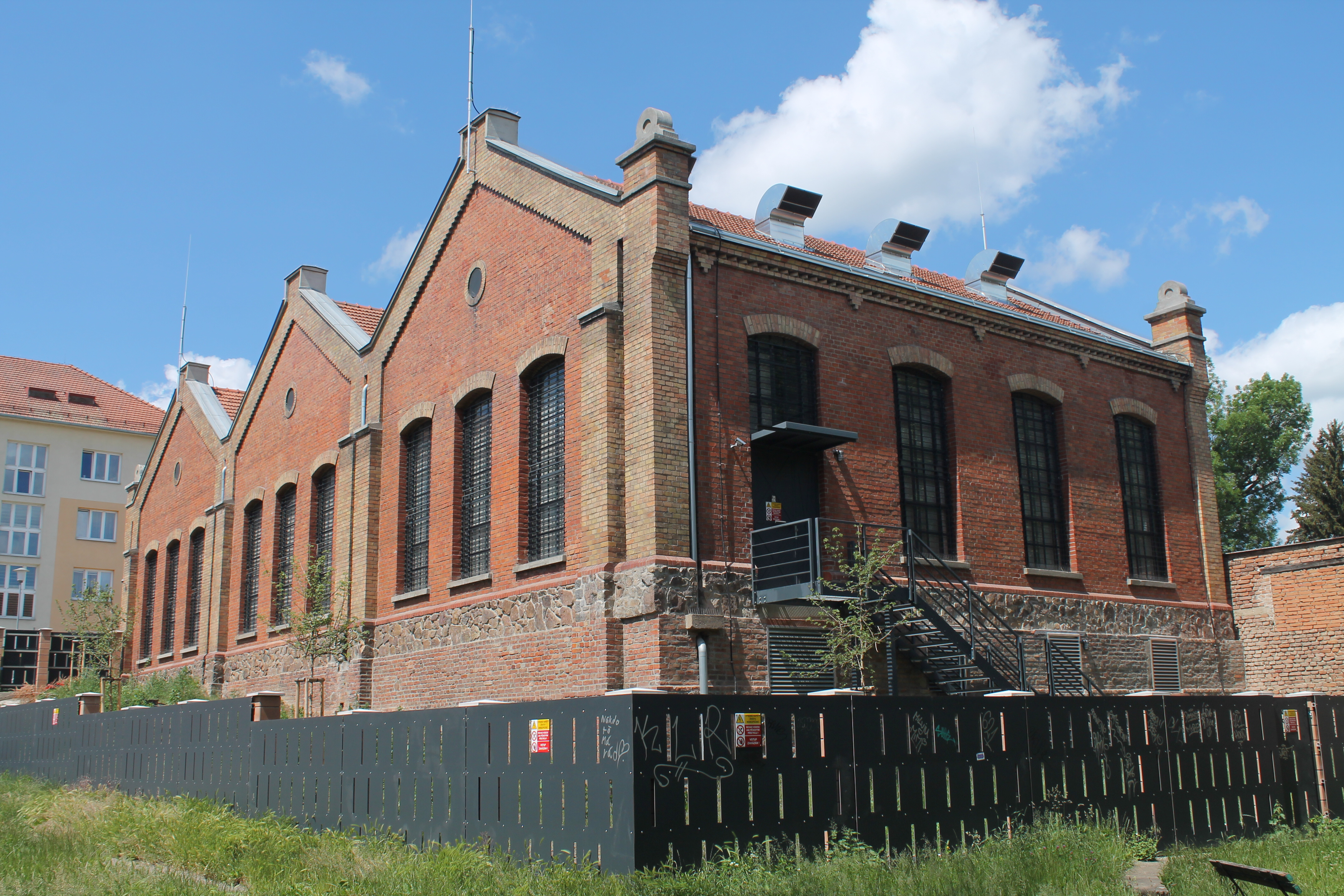
Celkový pohled na bývalou vozovnu Královo Pole

Dne 27. října 1924 byla před vozovnou zřízena vratná smyčka s odstavnou kolejí v Ugartově třídě (Palackého třídě). Počátkem roku 1926 byl zahájen provoz na jednokolejné trati z Králova Pole do Řečkovic, takže od té doby byla vozovna s touto tratí přímo spojena krátkou manipulační spojkou. V letech 1931–1932 byla většina řečkovické trati, včetně úseku kolem vozovny, zdvoukolejněna.
Smyčka před vozovnou byla v pravidelném provozu využívána zřejmě od roku 1932. Linka 6, která zde končila, byla v roce 1952 přesměrována od Semilassa na nově postavenou trať ke královopolskému nádraží. Samotná vozovna Královo Pole s malou kapacitou a nevhodně řešeným kolejištěm již nevyhovovala, takže byla v roce 1953 zrušena a následujícího roku přestavěna na měnírnu. Původní projekt z roku 1940 počítal s výstavbou velké vozovny u nového královopolského nádraží, avšak plány se v průběhu let změnily. Během roku 1953 započala na pozemcích směrem k Medlánkám stavba areálu nové vozovny, která převzala název staré remízy. Nová vozovna Královo Pole (nynější vozovna Medlánky) byla zprovozněna roku 1958, kdy byla rovněž zrušena smyčka před měnírnou (bývalou vozovnou). V místě smyčky byly krátce nato postaveny bytové domy.
Měnírna byla rekonstruována v roce 1982, kdy došlo k výměně její technologie za zařízení z Německé demokratické republiky. Dopravní podnik města Brna měnírnu rekonstruoval znovu v roce 2020, kdyby byla opravena budova a technologie vyměněny za nové (tři trakční transformátory a jeden transformátor vlastní výroby) s dálkovým ovládáním z centrálního dispečinku.